# سامؤيل كاملي
سامؤيل كاملي (بالفرنسية: Samuel Camille)‏ (2 فبراير 1986 بسان دوني في فرنسا - ) هو لاعب كرة قدم فرنسي في مركز الدفاع. لعب مع بونفيرادينا ورايو فايكانو ب ورايو فايكانو ونادي ألكوركون ونادي غرناطة ونادي قادش ونادي قرطبة ونادي لانس وأسوا فالنس ‏.

## روابط خارجية
- سامؤيل كاملي على موقع قاعدة بيانات كرة القدم.إي يو (الإنجليزية)
- سامؤيل كاملي على موقع ناشيونال فوتبول تيمز (الإنجليزية)
- سامؤيل كاملي على موقع Soccerway.com (الإنجليزية)
- سامؤيل كاملي على موقع AS.com (الإسبانية)